# De Gecombineerde Stoombemaling van de Zelderdsche wetering
Het waterschap De Gecombineerde Stoombemaling van de Zelderdsche wetering was een klein waterschap in de gemeente Hoogland, in de Nederlandse provincie Utrecht. Het was in 1884 gevormd ter bekostiging van het stoomgemaal en zorgde voor de afwatering van de Zeldertse Wetering.